# Mayday Parade
Mayday Parade is een rockband uit Tallahassee, Florida, gevormd in de winter van 2005, toen de bands Kid Named Chicago and Defining Moment samengingen.
Hun eerste EP, Tales Told by Dead Friends, werd uitgebracht in 2006. In datzelfde jaar toerden ze mee met de Vans Warped Tour en tekenden ze bij Fearless Records. Een jaar later werd A Lesson In Romantics, hun eerste album, uitgebracht. Kort daarna verliet gitarist en zanger Jason Lancaster de band. Hij startte toen de band Go Radio. In 2009 werd hun tweede album Anywhere But Here uitgebracht. Dit is het eerste album zonder Lancaster. Het jaar daarna toerden ze veel en kwamen hun covers van Queen en Jason Derülo voor op de albums Punk Goes Classic Rock en Punk Goes Pop Volume 03.. In begin 2011 brachten ze hun tweede EP Valdosta uit en later dat jaar het naar henzelf vernoemde derde album. In de herfst van 2013 kwam hun vierde album uit, genaamd Monsters In The Closet.